# Desireless
|  | For Eagle-Eye Cherrys album af samme navn, se Desireless (album). |
Desireless (født Claudie Fritsch-Mentrop 25. december 1952 i Paris) er en fransk sanger, der hittede i 1986-1988 med sangen "Voyage Voyage", der toppede såvel europæiske som asiatiske hitlister.

## Diskografi

### Albums
- François (1989) #29 Frankrig
- I Love You (1994)
- Ses Plus Grands Succès (2003) France & (2004) Russie
- Un Brin de Paille (2004)
- More Love and Good Vibrations (2007) France & (2008) Russie
- Le Petit Bisou" (2009) France
- More Love and Good Vibrations: Special Edition (2010) Frankrig
- L'Oeuf Du Dragon (2013, feat Antoine Aureche a.k.a. Operation Of The Sun) Frankrig
- Noun (2014, feat Antoine Aureche a.k.a. Operation Of The Sun) Frankrig
- 2011-2015 (2015, 'best of' feat Antoine Aureche a.k.a. Operation Of The Sun) Frankrig

### EP
- L'expérience Humaine (2011) EP
- L'Oeuf Du Dragon (2012, feat Antoine Aureche a.k.a. Operation Of The Sun) - EP
- XP2 (2012) EP
- Nexus (2014, remixes & covers, feat Antoine Aureche a.k.a. Operation Of The Sun) France
- Un Seul Peuple (2014) EP

### Singles
From François:
- 1986/87: "Voyage, voyage" (#2 Frankrig, #1 Tyskland, #1 Østrig, #1 Belgien, #1 Danmark, #1 Spanien, #1 Grækenland, #1 Israel, #26 Italien, #1 Libanon, #1 Norge, #3 Canada, #11 Holland, #53 Storbritannien 1987 release og #5 1988 remix release,[1] #11 Sweden, #4 Switzerland, #1 Thailand, #1 Jugoslavien)
- 1988: "John" (#5 Frankrig, #37 Tyskland, #92 Storbritannien)
- 1989: "Qui Sommes-nous ?" (#41 Canada, #88 Germany)
- 1990: "Elle est Comme les étoiles"

Fra I Love You:
- 1994: "Il Dort"
- 1994: "I Love You"

Fra More Love and Good Vibrations:
- 2004: "La Vie est Belle"
- 2010: "Voyage, Voyage (Dj Esteban Remix 2010)" (#81 French Club Charts)